# Don Heck
Donald L. "Don" Heck (2 tháng 1 năm 1929 - 23 tháng 2 năm 1995) là một họa sĩ truyện tranh người Mỹ nổi tiếng với việc đồng sáng tạo nhân vật Marvel Comics Iron Man, và trong thời gian dài đóng vai loạt phim siêu anh hùng Marvel The Avengers trong Thời đại bạc năm 1960 của truyện tranh.